# Arthur Piedfort
Arthur Piedfort, né le 1er février 2005 à Herentals en Belgique, est un footballeur belge qui joue au poste de milieu de terrain au KVC Westerlo.

## Biographie

### En club
Né à Herentals en Belgique, Arthur Piedfort est notamment formé par le FC Gierle avant de poursuivre sa formation à l'étranger, au PSV Eindhoven. Le PSV lui offre son premier contrat professionnel en mars 2022. C'est avec ce club qu'il fait ses débuts en professionnel, jouant son premier match avec le Jong PSV, l'équipe réserve du PSV, le 17 mars 2023, lors d'une rencontre de championnat face à De Graafschap. Il entre en jeu à la place d'August Priske. Son équipe s'impose deux buts à un,.
Il s'engage avec le KVC Westerlo en mai 2023. Le 4 novembre 2023, il joue son premier match en championnat contre Oud-Heverlee Louvain. Titulaire lors de cette rencontre, son équipe s'impose deux buts à zéro,.